# Fordonsklassificering
Fordonsklassificering är ett sätt att klassificera fordon, vilket kan variera bland olika länder. Fordonsklassificeringar tas fram av flera olika regeringar och ibland privata organisationer i olika länder för olika syften, till exempel för lagar och regler eller endast för kategorisering.

## Klassificeringsmetoder
Fordon kan klassificeras på olika sätt. Till exempel efter karosstyp, fordonsdesign, antal dörrar och antal säten med säkerhetsbälten.
Myndigheter kan också införa ett klassificeringssystem för att samla in en viss mängd skatter. I Storbritannien beror detta på fordonets konstruktion, motor, vikt och bränsle- eller utsläppsnivå.
Internationellt (med undantag för Australien, Indien och USA) gäller andra föreskrifter, t.ex. ISO 3833-1977, för alla typer av fordon.

## Typer
- Microcar / kei-car - microcars och deras japanska motsvarigheter kei-cars - representerar den minsta kategorin av bilar.[8]
- A-segment / Stadsbil / Minikompakt - den minsta kategorin av fordon som registreras som vanliga bilar, kallas A-segment i Europa eller "stadsbil" i Europa och USA. U.S. Environmental Protection Agency definierar denna kategori som "minicompact". Termen har dock inte använts i någon större utsträckning.
- B-segmentet - den näst största kategorin av småbilar kallas B-segmentet i Europa, supermini i Storbritannien och subcompact i USA.[9] Storleken på en liten bil definieras av U.S. Environmental Protection Agency (EPA) som ett fordon med en total interiör- och lastvolym mellan 85 och 99 kubikfot (2.410 och 2.800 liter).
- C-Segment / Small Family / Compact - Den största kategorin av småbilar kallas C-klass eller små familjebilar i Europa och kompaktbilar i USA. Storleken på en kompaktbil definieras av U.S. Environmental Protection Agency (EPA) som ett fordon med en total interiör- och lastvolym på 100-109cc. fot (2,8-3,1 m 3 ).
- D-segment / Stor familj / Medelstor - i Europa kallas den tredje största kategorin av personbilar D-segment eller stora familjebilar. I USA är motsvarande term mellanstor eller mellanklassbil.
- E-segment / Executive / Full-size - i Europa är den näst största kategorin av personbilar E-segment / executive cars, som vanligtvis inkluderar lyxbilar.[10] I andra länder är motsvarande termer "full-size car" eller "large car", som också används för relativt prisvärda stora bilar som inte betraktas som lyxbilar.
- F-segmentet - lyxsedan eller fullstor lyxsedan.
- S-segmentet - sport- och högpresterande bilar. En sportbil är ett fordon vars främsta syfte är sportig körning, prestanda och nöje, med komfort och praktiska egenskaper på andra plats.[11] En annan term för högpresterande sportbilar är "hypercar", som ibland används för att beskriva de mest högpresterande superbilarna.[12] En utvidgning av termen "superbil", den har inte heller någon etablerad definition. En sådan, som föreslagits av biltidningen The Drive, är en "limited edition, top-of-the-line supercar".